# Vollgeld-System
Dieser Artikel wurde aufgrund inhaltlicher und/oder formaler Mängel auf der Qualitätssicherungsseite des Portals Wirtschaft eingetragen. 
Du kannst helfen, indem du die dort genannten Mängel beseitigst oder dich an der Diskussion beteiligst.
Ein Vollgeld-System ist ein theoretisches Modell eines Währungssystems, welches umfassend Geld als gesetzliches Zahlungsmittel eines Währungsraums vorsieht.
Vollgeld würde neben Bargeld (Münzen und Banknoten) auch das Buchgeld umfassen, welches in einem Vollgeld-System ebenfalls von der Zentralbank in Umlauf gebracht würde. Im Gegensatz dazu ist gegenwärtig das Buchgeld auf Konten von Bankkunden, das sog. Giralgeld, kein vollwertiges und gesetzliches Zahlungsmittel, sondern nur ein Anspruch auf solches.
Geldschöpfung jeder Art wäre in einer reinen Vollgeld-Ordnung der entsprechenden Zentralbank vorbehalten, insbesondere auch in Form von Vollgeld-Konten für den allgemeinen Zahlungsverkehr. Buchgeldschöpfung durch Kreditinstitute wie Geschäftsbanken wäre ausgeschlossen. Zur schrittweisen Einführung von unbarem Vollgeld wurden Ansätze vorgestellt, die das Weiterbestehen von Giralgeld parallel vorsehen. Mehrere Zentralbanken überlegen sich die Einführung von digitalem Zentralbankgeld (Central Bank Digital Currency CBDC) vorerst als Zahlungsmittel für Geschäftsbanken und Nichtbank-Finanzinstitutionen (NBFI wie beispielsweise Versicherungen) und eventuell später allgemein für Bankkunden (Retail CBDC). Zu diesem Zweck lässt eine Gruppe von Zentralbanken unter Koordination der Bank für Internationalen Zahlungsausgleich die Vor- und Nachteile von CBDC prüfen. CBDC wäre nach Definition neben Bargeld ebenfalls Vollgeld.

## Geschichte
US-Ökonomen wie Irving Fisher analysierten die Weltwirtschaftskrise ab 1929. Die zu hohe Giralgeldschöpfung der Geschäftsbanken während des vorgängigen Wirtschaftsaufschwungs wurde als auslösende Hauptursache erkannt. Fisher veröffentlichte daraufhin seine Vorstellungen zum sogenannten 100-%-Geld. Nach diesem Ansatz sollte die Kreditvergabe der Geschäftsbanken ausschließlich mit hinterlegtem Zentralbankgeld erfolgen dürfen. Auch Ökonomie-Nobelpreisträger Milton Friedman war von der Idee überzeugt, dass der Staat den Geschäftsbanken verbieten sollte, im Zuge ihrer Kreditvergabe einfach neues Geld in Umlauf zu bringen. Ein Geldinstitut dürfe nur dann ein neues Darlehen vergeben, wenn es im gleichen Ausmaß über Bargeldreserven verfüge. Der deutsche Wirtschaftswissenschafter und Mitglied des Direktoriums der Deutschen Bundesbank Rolf Gocht schlug 1975 eine neue Geldordnung vor, welche die Geldschöpfung durch Geschäftsbanken verhindern würde. Im Gegensatz zu Fisher und Friedman handelte es sich bei den Vorschlägen von Gocht um ein System, bei welchem alles Geld nur von der Zentralbank ausgegeben werden soll. Dieses System wurde durch Professor Joseph Huber auf dem Lehrstuhl für Wirtschafts- und Umweltsoziologie an der Martin-Luther-Universität in Halle weiterentwickelt und in der Folge als Vollgeld-System bezeichnet.
Richard A. Werner, Professor für internationales Bankwesen an der Universität Southampton in England, entwickelte verwandte Vorschläge für ein weniger krisenanfälliges Geldsystem. Er stellte ebenfalls fest, dass die Kreditvergabe durch Geschäftsbanken für spekulative Zwecke jeweils vor Ausbruch von Krisen stark anstieg. Ob die Kreditgewährung übertrieben und spekulativ ist oder nicht, verrät nach seinen Untersuchungen die Mittelverwendung. Falls die Kredite hauptsächlich unproduktiven Zielen dienten, liegt eine Fehlentwicklung vor. Deshalb wünscht Werner, dass die zuständige Zentralbank entscheidet, wie groß das Kreditvolumen insgesamt sein darf und wem die neugeschaffenen Mittel überlassen werden sollen.
Allen genannten Vorschlägen ist gemeinsam, dass die Kompetenz zur Geldschöpfung der Geschäftsbanken zugunsten der Zentralbank entweder eingeschränkt oder ganz abgeschafft werden soll.

## Funktionsweise
Nachdem die zuständige Zentralbank Vollgeld im für die Wirtschaft des Währungsraumes notwendigen Umfang ausgegeben hätte, würden Geschäftsbanken mit zirkulierendem Geld wirtschaftliche Aktivitäten finanzieren, etwa durch das Vergeben von Krediten nach eigenem Ermessen, durch das Platzieren von Wertpapieren oder durch das Vermitteln von Kapitalbeteiligungen. Die Banken erbrächten auch wie bisher Dienstleistungen wie Geldwechseln, Abwicklung des Zahlungsverkehrs und Vermögensverwaltung. Jedoch würde Vollgeld auf Girokonten außerhalb der Bankbilanzen zirkulieren. Es entstände und existierte nicht nur als Kundenforderung an die Bank beziehungsweise als Bankverbindlichkeit gegenüber dem Kunden. Die entsprechende Bank müsste im Umfang der Kundenforderung Zentralbankgeld (Reservegeld, Vollgeld) als Sicherheit halten. Der Zahlungsverkehr würde nicht mehr nur in Verrechnungen von Bankverbindlichkeiten bestehen, sondern in einem tatsächlichen Fluss von liquiden Aktiva. Die Banken würden zu reinen Intermediären (Kreditvermittlern).

### Einlagen bei Banken
Gesicherte zinslose Kundeneinlagen auf Girokonten bei Geschäftsbanken würden durch diese treuhänderisch verwaltet. Bei Ausfall einer Bank wären diese Kundengelder nicht gefährdet, weil ein entsprechendes Guthaben bei der Zentralbank bestehen müsste. Dazu wäre nicht erforderlich, dass die Zentralbank selbst individuelle Kundenkonten führen würde. Sie könnte diese Aufgabe an die Geschäftsbanken delegieren. Alternativ könnten Kunden wie bisher der Geschäftsbank Geld zu einem durch diese definierten Zins auf einem Sparkonto überlassen. Die Bank könnte diese Gelder für Ausleihungen nutzen. In diesem Fall bestände jedoch wie bisher das Gegenparteirisiko bei der entsprechenden Geschäftsbank.

### Kreditvergabe
Kredite könnten von Geschäftsbanken nur mit Geld vergeben werden, welches sie sich bei der Zentralbank ausgeliehen hätten, ihnen auf verzinsten Kundenkonten überlassen würde oder ihnen durch Aufnahme am Kapitalmarkt zugeflossen wäre. Jede Bank würde unabhängig entscheiden, an wen sie zu welchen Bedingungen Kredite erteilen würde. Dafür trüge die Bank das alleinige Risiko. Falls ein Kreditinstitut durch ungeeignete Kreditvergabe in Schwierigkeiten geriete, wäre eine Abwicklung einfacher. Die Girokonten außerhalb der Bankbilanz und die Aufrechterhaltung des Zahlungsverkehrs ließen den Ausfall eines Instituts verkraften.

### Kontrolle der Geldmenge
Die Zentralbank hätte in diesem System die Kontrolle über die gesamte zur Verfügung gestellte Geldmenge. Antizyklische Steuerung wäre möglich, um konjunkturelle Schwankungen auszugleichen. Damit ein Wirtschaftswachstum möglich bliebe, würde nach Bedarf zusätzliches Geld in die Wirtschaft eingespeist, entweder durch Abgabe an staatliche Organe, Verteilen an alle Einwohner (z. B. als „Helikoptergeld“ oder Grundeinkommen) oder durch zusätzliche verzinsliche Darlehen der Zentralbank an die Geschäftsbanken.

## Systemwechsel
Die Umstellung von einem Mindestreserve-System auf ein Vollgeld-System könnte durch einmaliges Ersetzen des vorhandenen Buchgeldes mit Vollgeld geschehen, welches die Zentralbank schuldet. Dabei würden die bisherigen Verbindlichkeiten der Geschäftsbanken gegenüber ihren Kunden in eine Verbindlichkeit der Zentralbank gegenüber den Bankkunden umgewandelt und würden nicht mehr in der Bilanz der Geschäftsbanken erscheinen – sie würden beispielsweise von den Geschäftsbanken auf Treuhandkonten im Auftrag der Zentralbank geführt. Bei der Rückzahlung ausstehender Bankkredite nach dem Systemwechsel würden Tilgungszahlungen ihrer Kunden von den Banken an die Zentralbank weitergeleitet, was zunächst zu einer Reduktion der Geldmenge führen würde. Dadurch könnte eine bisher aufgeblähte Geldmenge verringert oder alternativ durch die Zentralbank Vollgeld neu geschöpft werden. Diese Umtauschgeldschöpfung könnte zur Schuldenverringerung des Staates genutzt werden.

## Unterschied zu Mindestreserve- und Vollreserve-System
Ein vollständig implementiertes Vollgeld-System würde sich von Reserve-Systemen dadurch unterscheiden, dass real- und finanzwirtschaftlich nur noch Vollgeld zirkuliert anstatt virtuelles Giralgeld, welches beim Mindestreserve-System lediglich durch eine kleine Reserve an Zentralbankgeld unterlegt ist. Die Unterscheidung zwischen Giralgeld (Bankengeld) und Reserven (Zentralbankgeld) würde damit entfallen. Es gäbe nur noch Vollgeld von der Zentralbank, das unter allen Wirtschaftsteilnehmern in prinzipiell gleicher Weise umlaufen würde, obschon mittels unterschiedlicher Medien (Bargeld, Bankkonto, Zentralbankkonto, elektronisches Geld).

## Abgelehnte Vollgeld-Initiative Schweiz
In der Schweiz wollte der Verein Monetäre Modernisierung mittels der Vollgeld-Initiative eine Verfassungsänderung erreichen, dass nur noch die Schweizerische Nationalbank für die Versorgung der Gesellschaft mit Bargeld und Buchgeld zuständig wäre. Die Vollgeld-Initiative wurde am 10. Juni 2018 abgelehnt.

## Island
Nachdem das isländische Bankensystem 2012 infolge der Finanzkrise Islands 2008–2011 beinahe zusammengebrochen war, verlangte eine parlamentarische Motion mit Eingaben (neun unterstützend, drei kritisch) eine Prüfung der Vollgeld-Idee. Ende März 2015 legte der Fortschrittspartei-Abgeordnete und Vorsitzende des Wirtschafts- und Handelsausschusses Frosti Sigurjónsson einen im Auftrag des Premierministers ausgearbeiteten Bericht mit dem Titel Monetary reform: A better monetary system for Iceland zur möglichen Einführung von Vollgeld vor.

## Kritik
Eine umfassende Diskussion erfolgte im deutschsprachigen Raum erst durch die entsprechende Schweizer Volksinitiative. Allerdings beziehen sich die meist kritischen Kommentare auf die konkrete Ausgestaltung des vorgeschlagenen Verfassungstextes. Die nachfolgende Aufzählung ist eine Zusammenfassung einiger allgemein gültiger Einwände, welche auf Vollgeld-Initiative nachzulesen sind:
- Die Einführung eines Vollgeld-Systems würde ein nationales Finanzsystem nicht umfassend stabiler machen. In einer neuen Finanzsystemkrise könnten Banken trotzdem untergehen oder müssten weiterhin von Regierungen oder Zentralbanken gerettet werden. Jedoch hätten Bankkunden neu die Möglichkeit, durch die Zentralbank gesicherte Zahlungsverkehrskonten zu halten.[26]
- Es würde im Geldsystem eine Machtverschiebung von Geschäftsbanken zur Zentralbank stattfinden. Kritiker bezweifeln, dass eine Zentralbank die für eine Volkswirtschaft insgesamt erforderliche Geldmenge besser bestimmen könnte als Geschäftsbanken mit ihrer Kundennähe. Zudem bestände die Gefahr vermehrter Einflussnahme der Politik auf Zentralbankentscheide.[27]
- Eine Kernaufgabe des Staates – die Schaffung von solidem Geld – würde nicht mehr weitgehend an eine privilegierte Gruppe von profitorientierten, privaten Geschäftsbanken abgetreten. In keinem anderen Feld der Wirtschaft seien die hoheitlichen Aufgaben so sehr vermischt mit privaten Interessen.[28]
- Es beständen zahlreiche Umgehungsmöglichkeiten wie Ausweichen auf andere Währungen oder im Schattenbankensystem.[27]
- Geschäftsbanken würden Einnahmequellen wegfallen, weil durch den Entzug der Einlagen auf Girokonten das bisherige Zinsdifferenzgeschäft und Fristentransformationen eingeschränkt würden.[29]
- Die Umstellung auf ein Vollgeld-System wäre mit Risiken verbunden, weil bisher dafür noch keinerlei praktische Erfahrungen vorhanden sind. So ist ungewiss, was mit den Wechselkursen der entsprechenden Währung geschehen würde.

In ihrem Buch Die Produktion des Geldes (2018) kritisiert die britische Wirtschaftswissenschaftlerin Ann Pettifor die Forderung der Anhänger des Vollgeldes, das Recht zur Schaffung von Krediten von den Banken an die Zentralbank zu übertragen: Die Macht „auf ein kleines Gremium von Personen an der Spitze einer Zentralbank zu übertragen, wäre nach meinem Dafürhalten ein Schritt auf dem Weg in eine Autokratie“.